# Vitbrynad sporrgök
Vitbrynad sporrgök (Centropus superciliosus) är en huvudsakligen afrikansk vanligt förekommande fågel i familjen gökar inom ordningen gökfåglar.

## Kännetecken

### Utseende
Vitbrynad sporrgök är en medelstor art med en kroppslängd på 36-42 centimeter. Adulta fåglar har svartaktig hätta och nacke, vitt ögonbrynsstreck, rödbrun rygg, kastanjefärgade vingar, svartaktig övergump och svart vitspetsad och grönglänsande stjärt. Undersidan är gräddvit, ögonen röda, näbben svart och benen gråsvarta eller svarta. Könen är lika. Ungfågeln är streckad i rödbrunt på hättan, ögonbrynsstrecket är blekt gulbrunt, ovansidan bandad och undersidan mörkare.

### Läten
Lätena består av ett rask, fallande ihåliga serie toner och olika varianter av hårda "kak".

## Utbredning och systematik
Vitbrynad sporrgök delas in i två underarter med följande utbredning:
- Centropus superciliosus loandae – från Uganda till sydvästra Kenya, norra Zimbabwe, Zambia, Botswana, Angola
- Centropus superciliosus superciliosus – från östra Sudan till Etiopien, västra och centrala Somalia, Kenya, nordöstra Uganda, nordöstra Tanzania; dessutom Sokotra och sydvästra Arabiska halvön

Moçambiquesporrgöken (C. burchelli) kategoriserades tidigare som del av vitbrynad sporrgök, men urskiljs allt oftare som egen art.

## Levnadssätt
Fågeln är vida spridd och vanlig från havsnivån till 2300 meters höjd i olika typer av fuktig vegetation, buskage och gräsmark med inslag av buskar eller träd, ofta nära vatten. Den ses ensam eller i par som födosöker undanskymt på marken.  Flykten är rätt fumlig och flaxig.

## Status och hot
Arten har ett stort utbredningsområde och en stor population med stabil utveckling och tros inte vara utsatt för något substantiellt hot. Utifrån dessa kriterier kategoriserar internationella naturvårdsunionen IUCN arten som livskraftig (LC). Världspopulationen har inte uppskattats men den beskrivs som vanligt förekommande. Notera dock att IUCN inkluderar moçambiquesporrgöken i bedömningen.

## Bilder

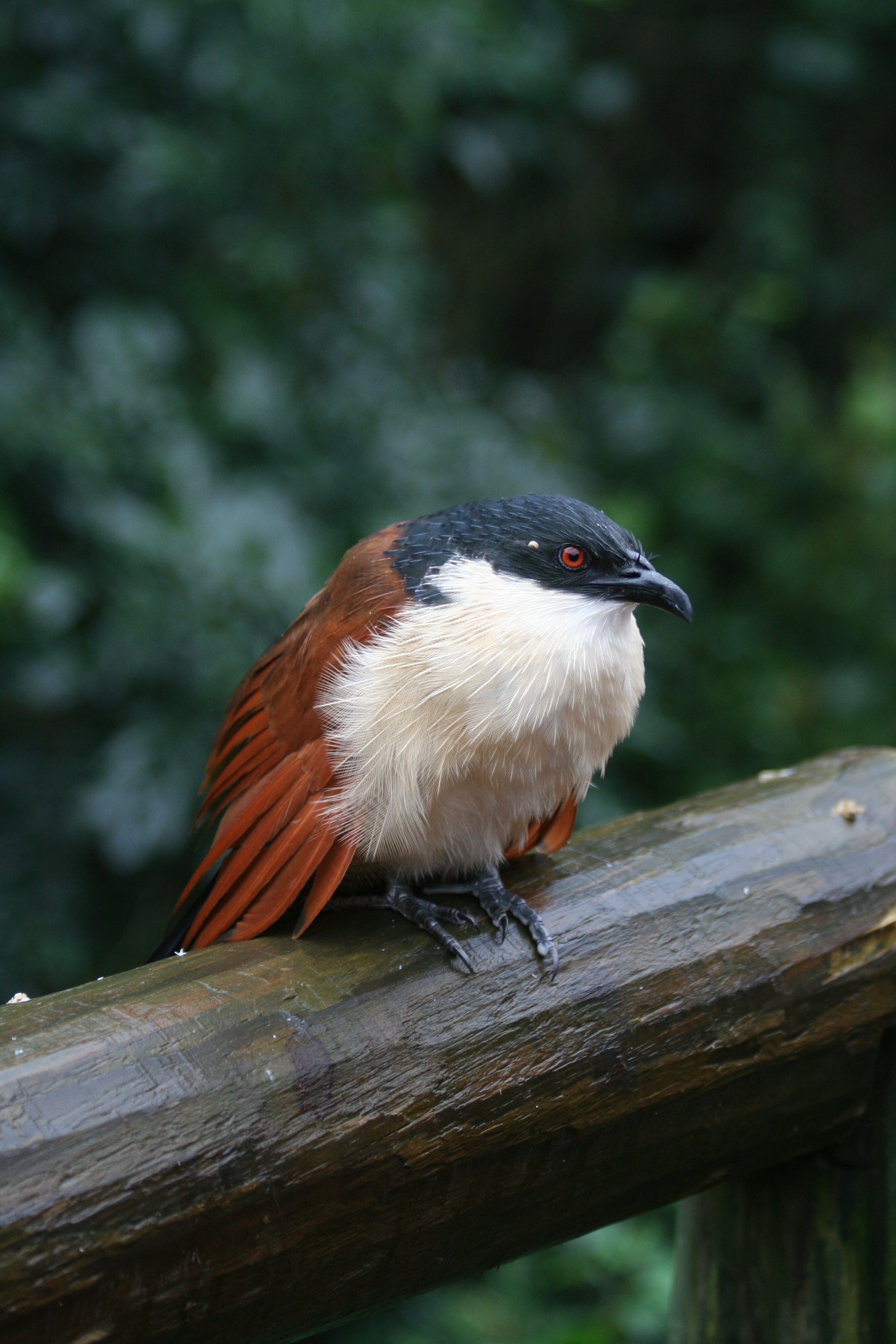
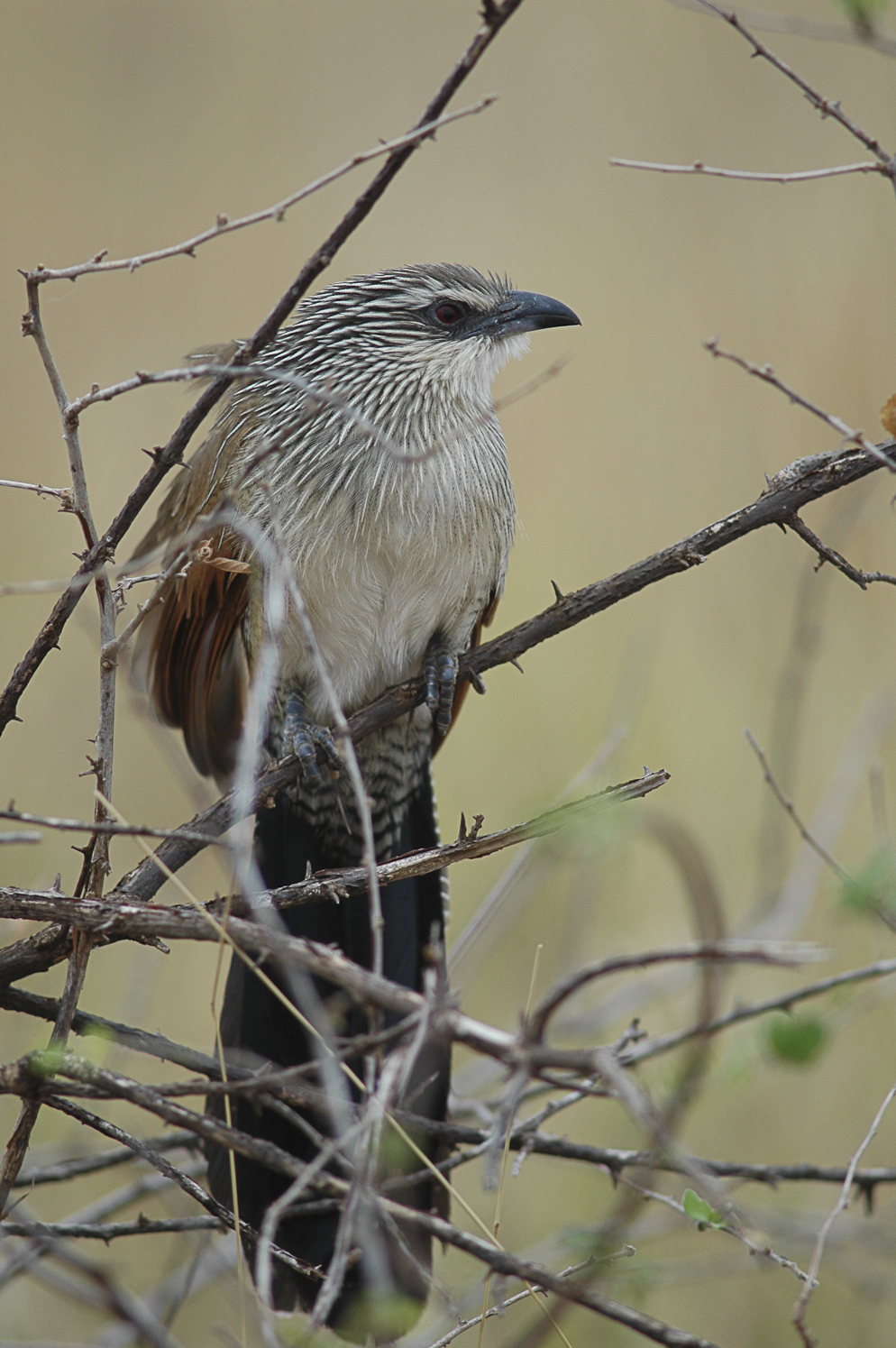
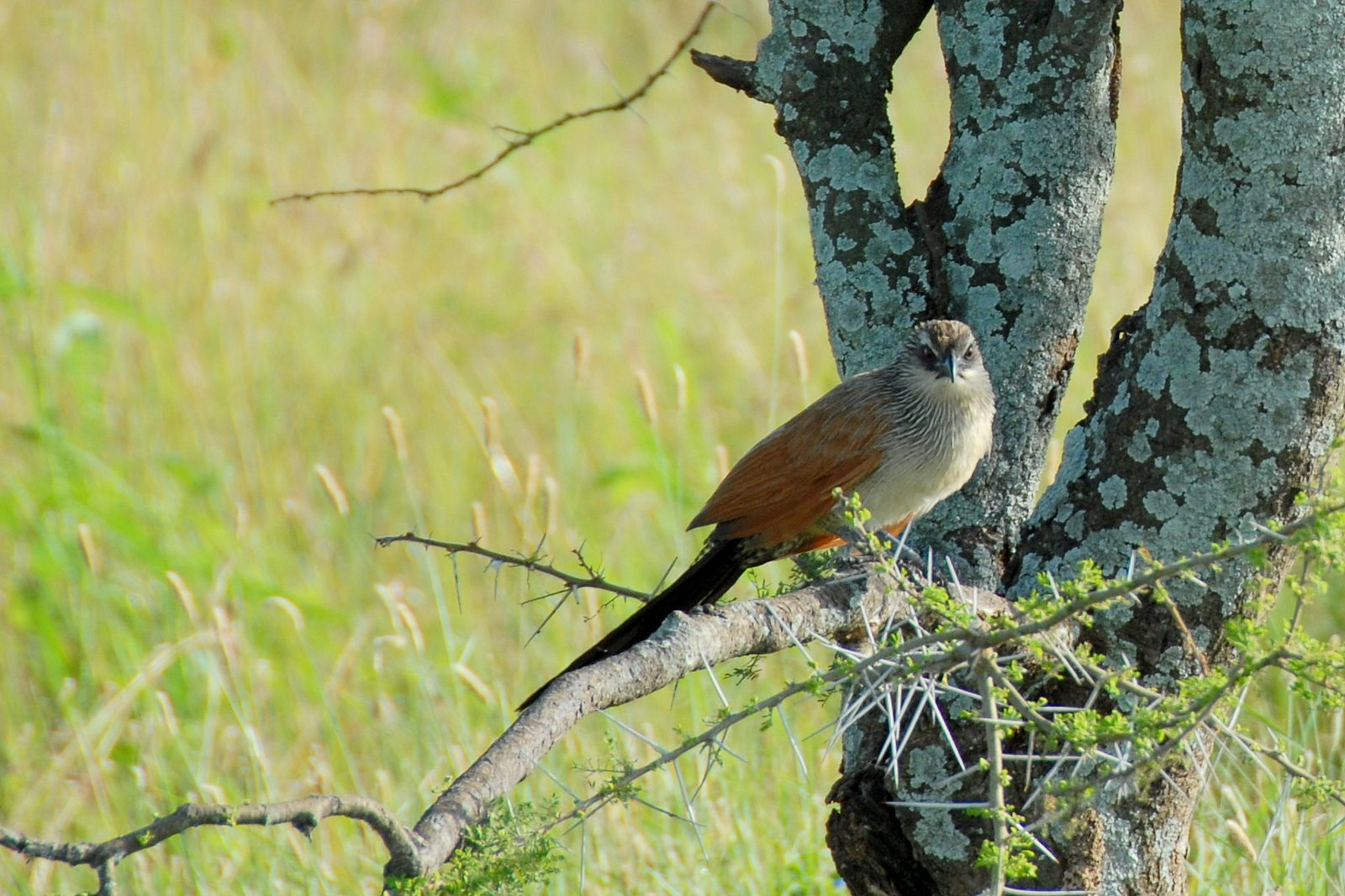
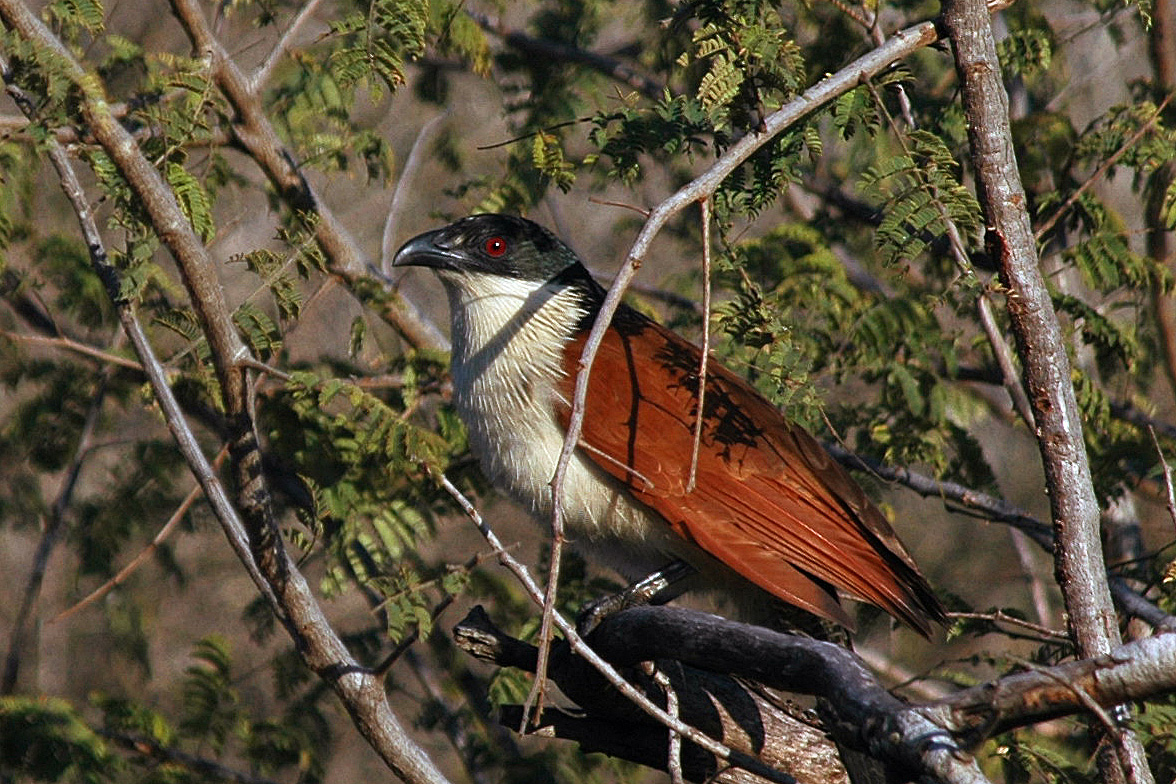
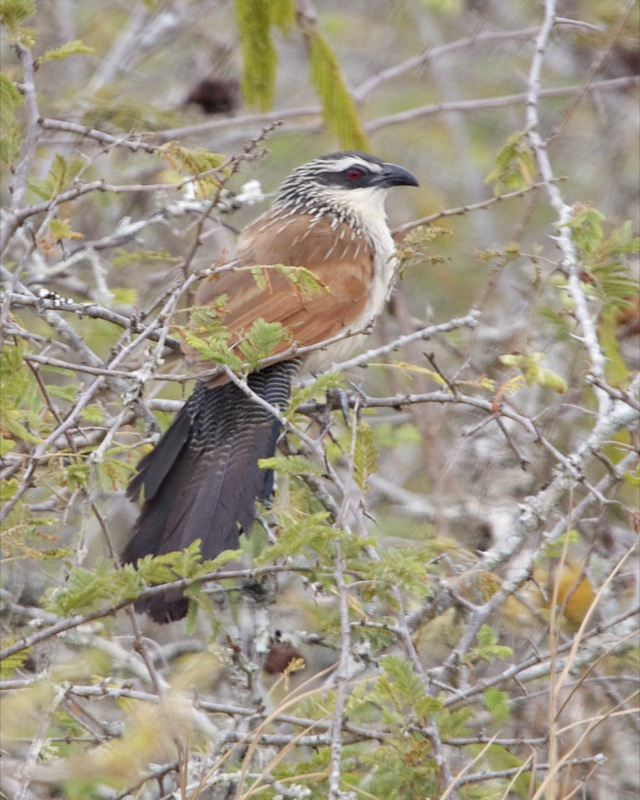
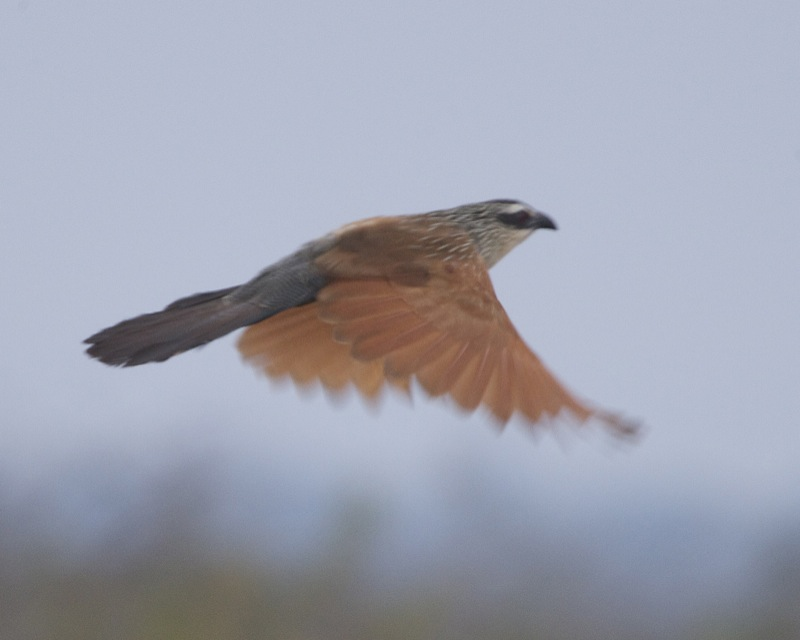
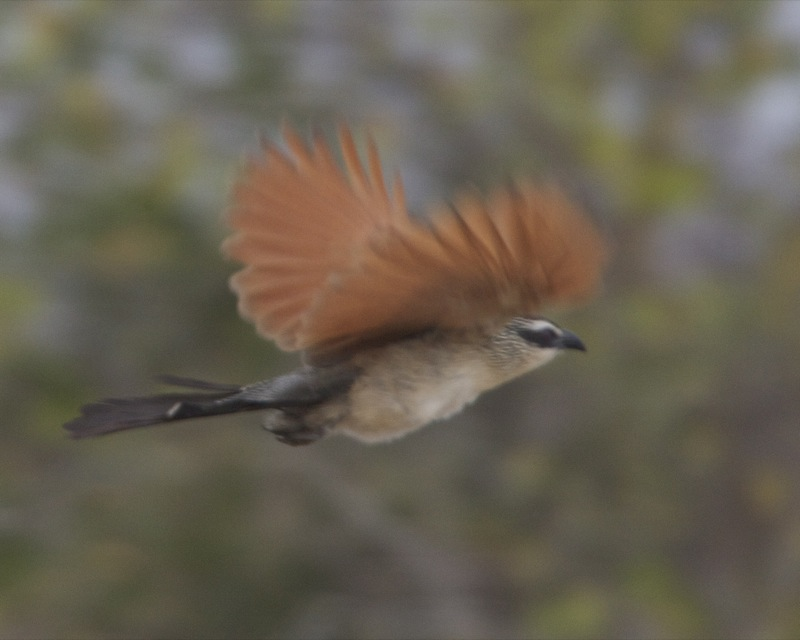